# Neoseiulus reticuloides
Neoseiulus reticuloides är en spindeldjursart som först beskrevs av Wainstein 1975.  Neoseiulus reticuloides ingår i släktet Neoseiulus och familjen Phytoseiidae. Inga underarter finns listade i Catalogue of Life.